# Tombeau de Jésus
Le tombeau de Jésus est le lieu de la crucifixion et de l'ensevelissement de Jésus à Jérusalem. Les différentes traditions chrétiennes le placent en différents lieux. Les catholiques et les orthodoxes le situent dans l'église du Saint-Sépulcre. Les protestants, dont les  évangéliques, le situent au tombeau du jardin.

## État de la recherche historique

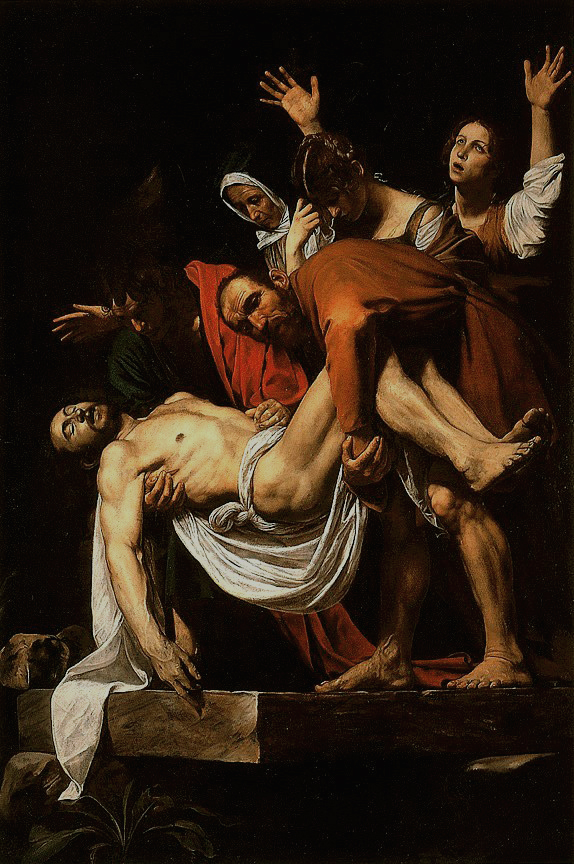
Caravage - La Mise au tombeau.

Si l'historicité de la crucifixion ne fait plus aucun doute pour la majorité des chercheurs, les détails de l'exécution et de l'ensevelissement de Jésus restent très débattus.
Pour Raymond Edward Brown, il est vain de vouloir localiser le tombeau de Jésus d'après les textes des Évangiles (Mt 27,57-60 ; Mc 15,42-47 ; Lc 23,50-56 ; Jn 19,38-42). Selon lui, la péricope de la mise au tombeau dans le sépulcre de Joseph d'Arimathie est un récit à l'historicité douteuse, probablement un embellissement théologique,.

## Localisations dans Jérusalem

### Église du Saint-Sépulcre
31° 46′ 42″ N, 35° 13′ 47″ E

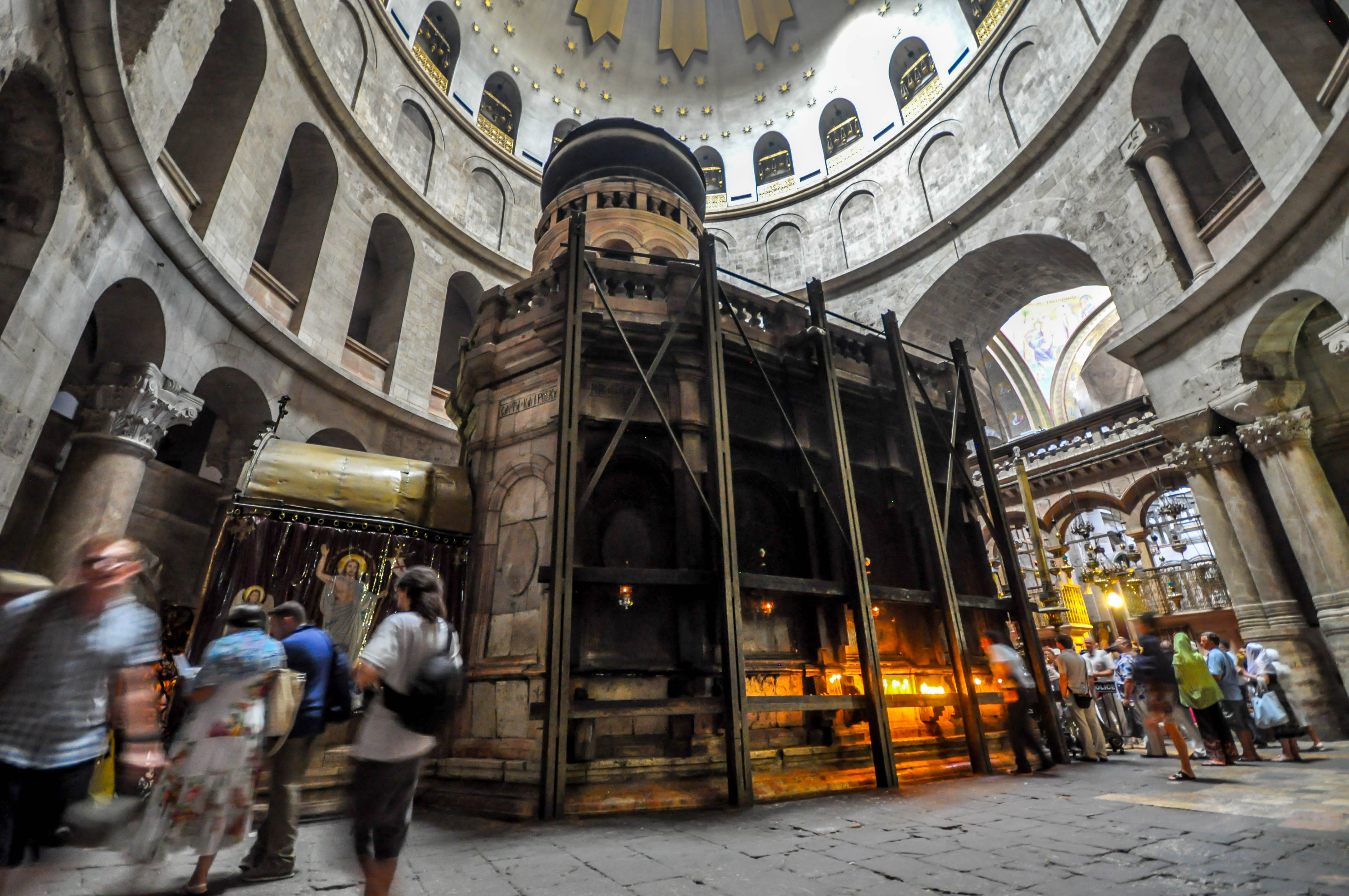
Édicule abritant la Tombe du Christ avec, au-dessus, le dôme de la rotonde visible. La chapelle de la Tombe est le lieu de la 14e station du Chemin de croix.

Les catholiques et les églises orthodoxes situent le tombeau de Jésus dans l'église du Saint-Sépulcre. Cette dernière est construite sur les lieux présumés du Calvaire, le mont Golgotha, qui servait de carrière de pierre « meleke » depuis le VIIIe siècle av. J.-C. et était une colline au nord-ouest de la ville de Jérusalem, à une altitude comprise entre 710 et 780 mètres.
Des analyses archéologiques ont été conduites dans l'édicule du Saint-Sépulcre par le professeur Antonia Moropoulou, en 2017, sur le mortier liant les pierres. Elles ont permis de dater celui-ci d'au moins 1 700 ans, en cohérence avec le témoignage d'Eusèbe de Césarée décrivant les travaux originels initiés par l'empereur Constantin Ier à partir de l'an 330.

### Tombeau du jardin
31° 47′ 01,87″ N, 35° 13′ 47,92″ E

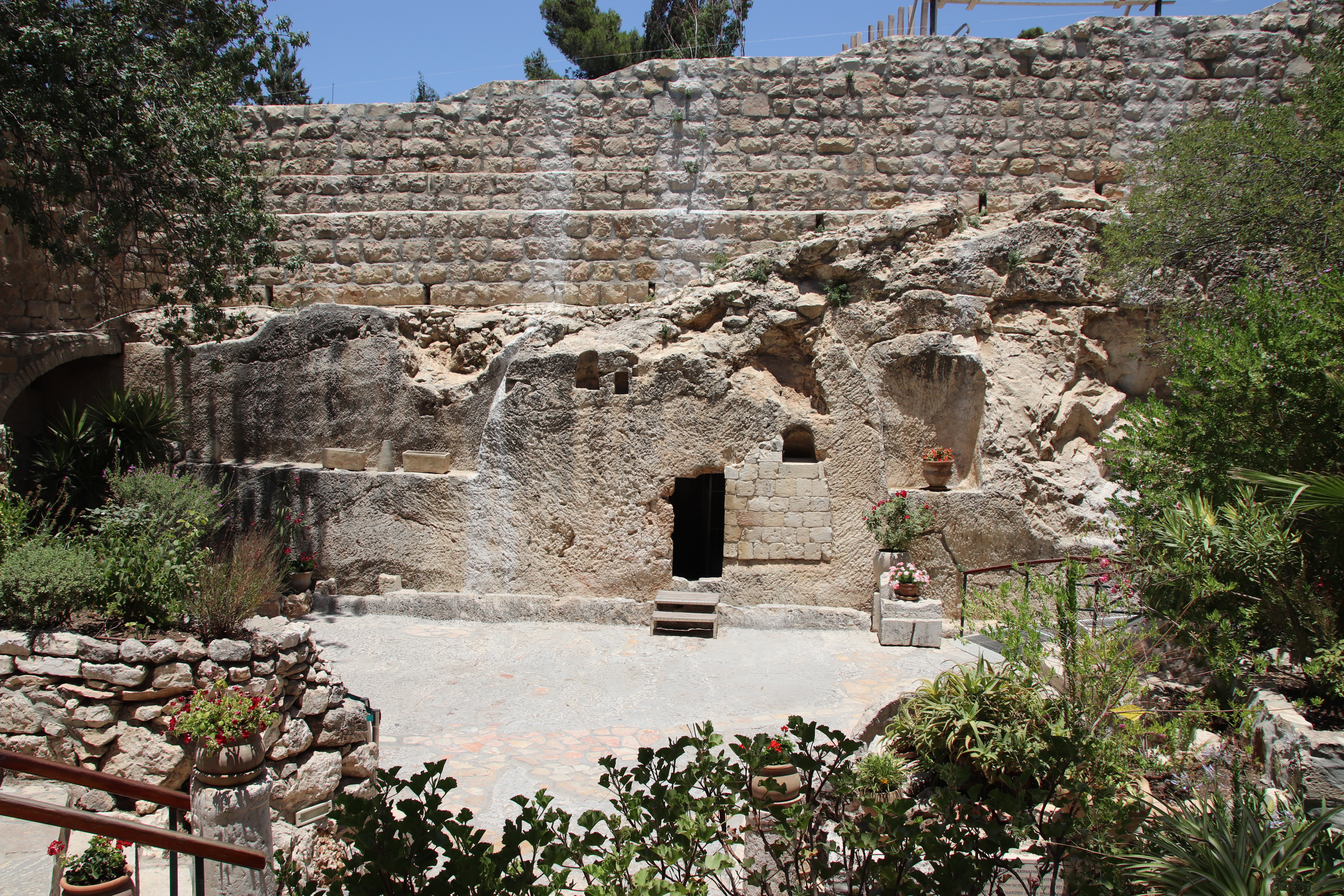
Tombeau du jardin.

Le tombeau du jardin, taillé dans la roche, a été découvert en 1867 par des archéologues et a été proposé comme le site de l'enterrement et de la résurrection de Jésus, à la place de l'Église du Saint-Sépulcre. Il est situé en dehors des murs de la ville antique et à proximité de la porte de Damas, près de la « falaise du crâne » (Golgotha). Les protestants, dont les  évangéliques, considèrent ce site comme celui du tombeau de Jésus.

### Tombeau de Talpiot
31° 45′ 05″ N, 35° 14′ 07″ E
Le tombeau de Talpiot, un hypogée de la fin de la période du Second Temple de Jérusalem situé au sud-est de la vieille ville de Jérusalem, a été découvert en 1980. Cette sépulture familiale a été proposée comme une alternative possible par quelques spécialistes compte tenu des noms gravés sur certains des ossuaires qui y ont été trouvés. En 2007, Le Tombeau de Jésus, un documentaire produit par James Cameron, déclenche une polémique. À la suite de sa diffusion, l'argumentaire du film et cette sépulture sont rejetés par une majorité d'experts : André Lemaire, James Charlesworth, Jodi Magness, Richard Bauckham, Géza Vermes, Amos Kloner, Shimon Gibson, Christopher A. Rollston, Joe Zias (en)… Amnon Rosenfeld en 2014, puis Aryeh E. Shimron en 2020, publient deux études, l'une archéobiologique et l'autre archéogéologique, qui indiqueraient que l'ossuaire de Silwan proviendrait de ce tombeau.

## Galerie photo de différents types de tombes à l'époque de Jésus

Tombes au temps de Jésus
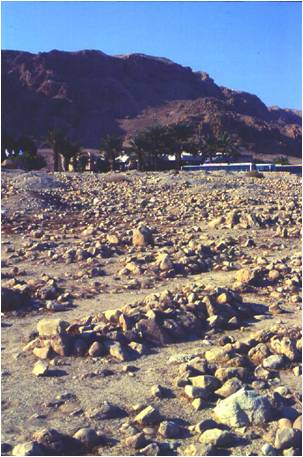
Cimetière du site archéologique de Qumrân. Si le corps de Jésus n'avait pas été placé dans la tombe de Joseph d'Arimathie, il aurait été inhumé dans une fosse recouverte de cailloux, comme c'était le cas pour la majorité des Juifs des classes populaires ou les condamnés dans la Palestine antique[13].
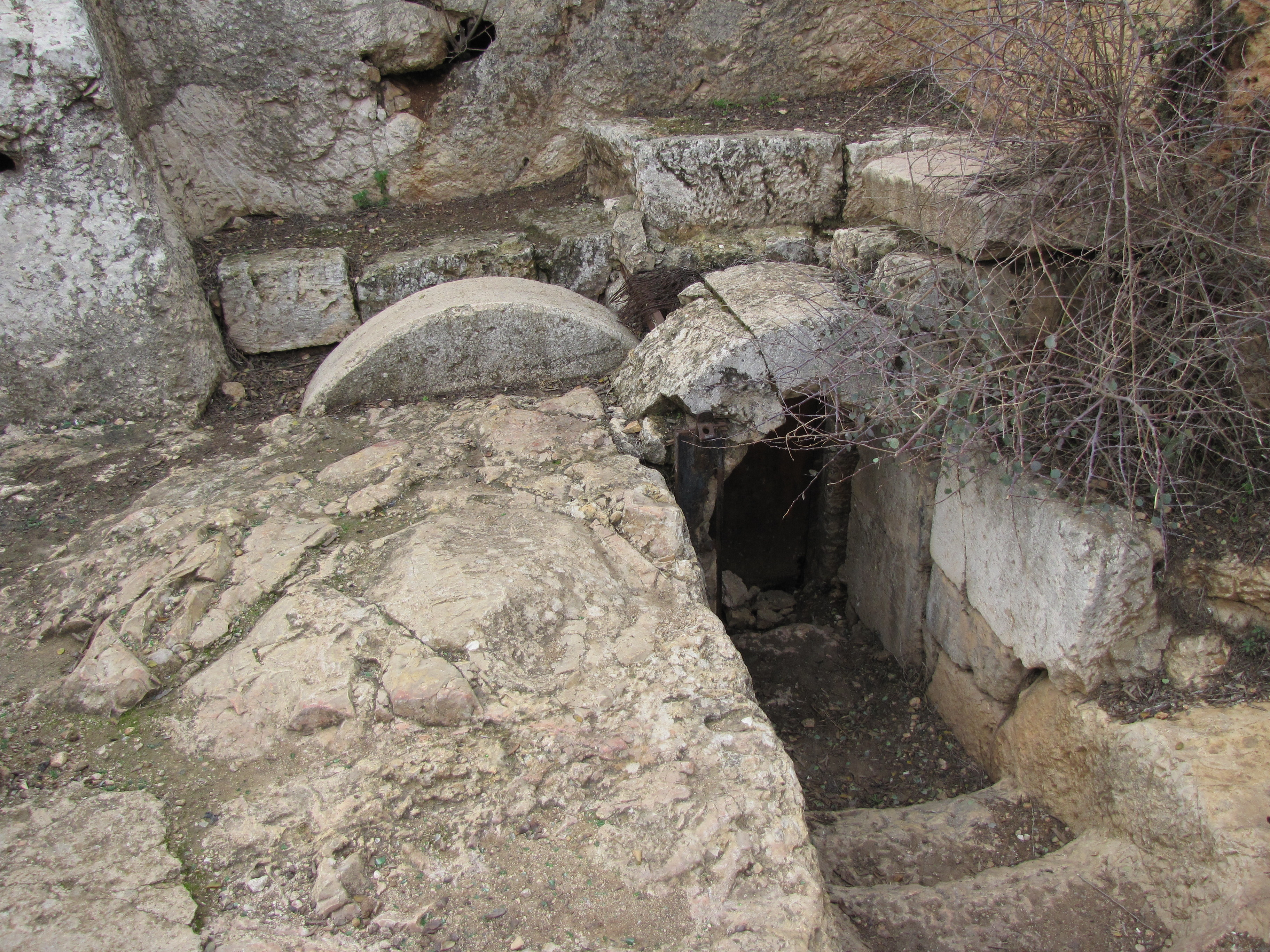
La tombe à meule, comme celle qui fermait l’entrée du tombeau de Jésus selon les évangiles synoptiques (Mt 27,57-60 ; Mc 16,3-4 ; Lc 24,2), était l’apanage de l'élite locale. On n'en a retrouvé que dans quatre sépultures, toutes royales, datant de l'époque du Second Temple de Jérusalem[14], en particulier celle d'Hérode Ier le Grand (ci-dessus). L'Évangile selon Matthieu pourrait donc chercher à marquer la royauté de Jésus de Nazareth par un motif puissant et évocateur pour les lecteurs de son temps : il fut enterré à la manière d'un roi.
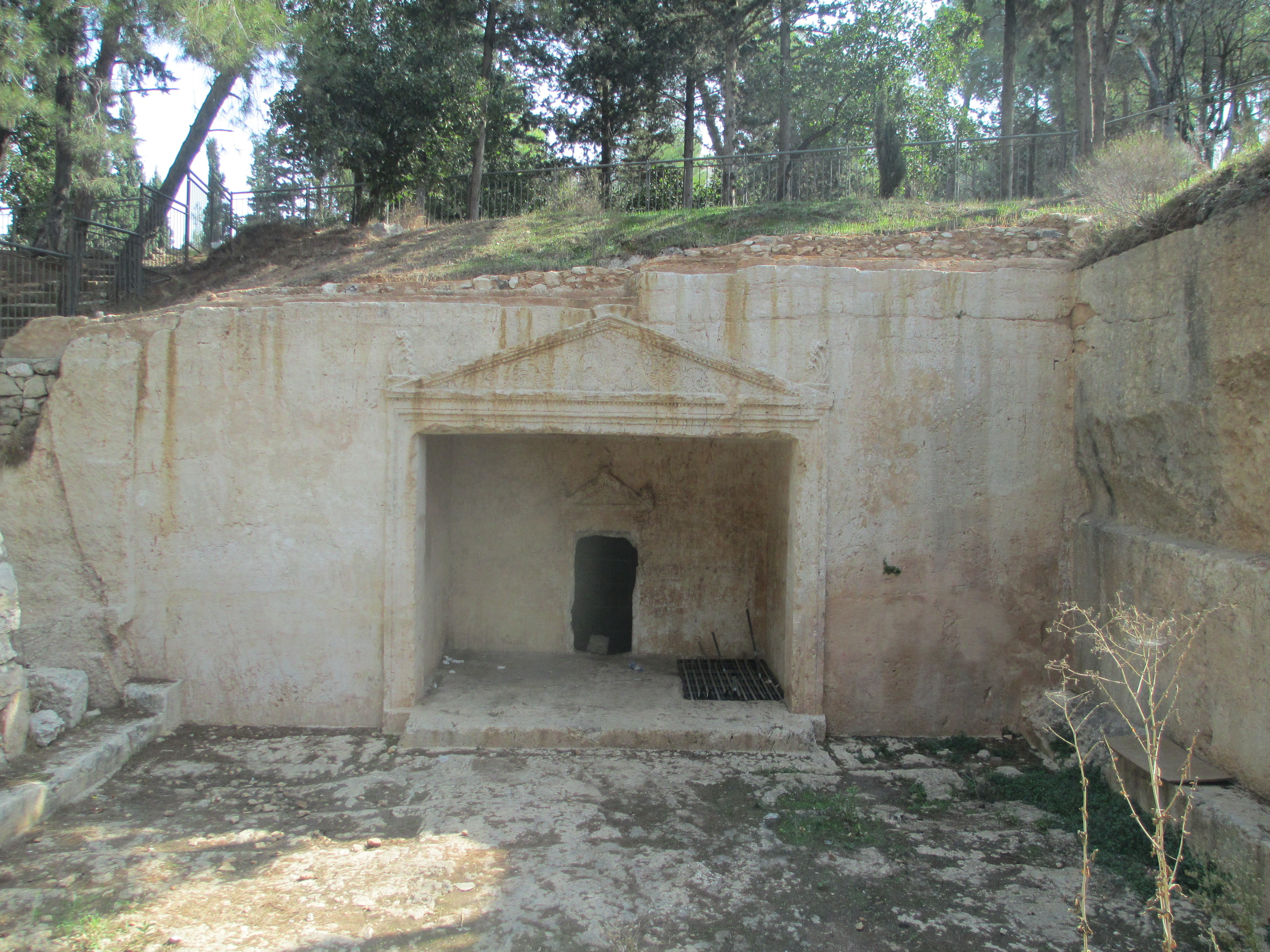
Vue extérieure des Tombes du Sanhédrin, également appelées Tombes des Juges, à Jérusalem. Elles datent de l'époque du Second Temple et se situent dans le quartier de Sanhédriah.
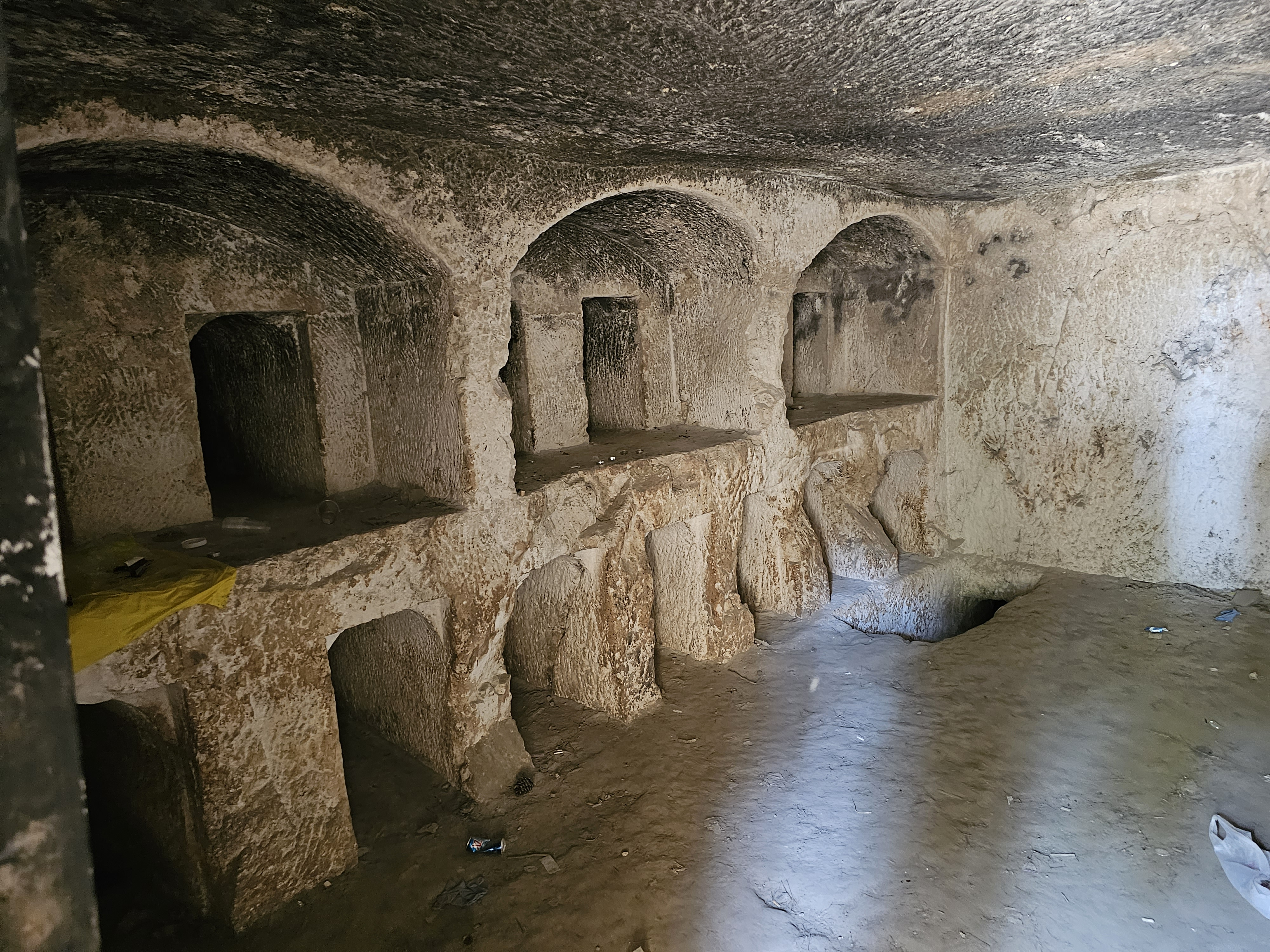
Les Tombes du Sanhédrin sont constituées de 63 niches creusées dans le rocher dans lesquelles on déposait les ossuaires des défunts. Elles correspondent au type de sépulture privilégié à cette époque par la classe moyenne supérieure et la classe supérieure de la population de Jérusalem.

## Légendes alternatives

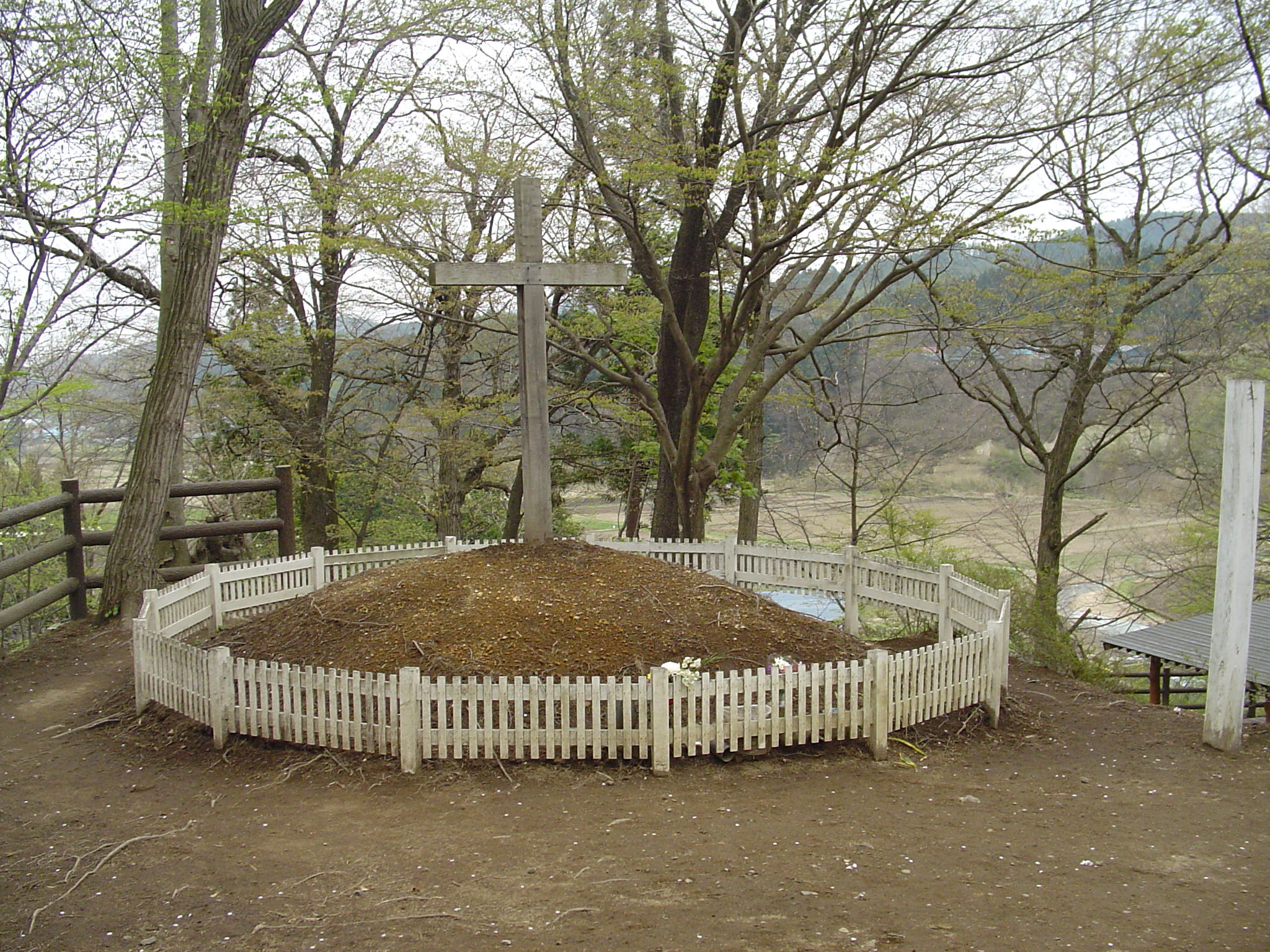
La tombe attribuée à Jésus-Christ au Japon, dans le village de Shingō.

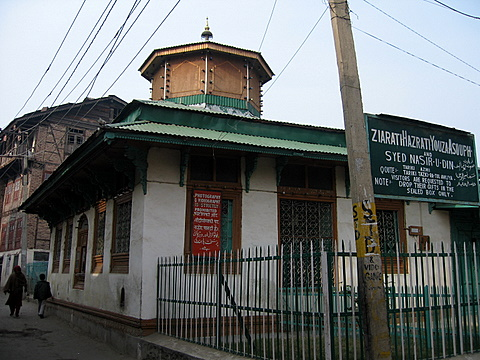
Le sanctuaire dénommé Roza Bal (littéralement le « tombeau du prophète »), à Srinagar, au Cachemire. À l'intérieur se trouve la tombe de « Yuz Asaf », nom local désignant Jésus de Nazareth, sur laquelle viennent se recueillir les membres du mouvement Ahmadiyya.

Les explications des évangélistes sur l'inhumation de Jésus de Nazareth ont pu être réinterprétées au cours des siècles, ce qui a favorisé la naissance de légendes. Par exemple, selon une théorie sans fondement scientifique, le tombeau de Jésus se trouverait dans le village de Rennes-le-Château en France.
Autre théorie, Jésus de Nazareth serait enterré au Japon dans le village de Shingō, dans la préfecture d'Aomori. Selon cette tradition locale, il aurait réalisé deux séjours dans le pays. La seconde fois, après avoir voyagé durant quatre années, il serait arrivé par bateau à Hachinohe, dans le nord-est du pays, avant de s'installer à Shingō. Il aurait alors pris le nom de Daitenku Taro Jurai, aurait vécu jusqu'à l’âge de 106 ans, se serait marié et aurait eu trois filles.
En Inde, le mouvement Ahmadiyya, qui rassemble plusieurs millions d'adeptes, affirme qu'après avoir salué ses disciples, Jésus de Nazareth aurait pris le chemin de Damas, puis du Cachemire où il serait mort à un âge canonique. Sa tombe, érigée à Srinagar, fait toujours l'objet de pèlerinages.